# Dampflokverbot
Dampflokverbot ist das Verbot des Einsatzes von Dampflokomotiven auf einer Eisenbahnstrecke oder im kompletten Streckennetz einer Bahngesellschaft. In Europa bestanden explizite Dampflokverbote bei der Deutschen Bundesbahn (1977–1985), den British Railways (1968–1971) sowie bei den Ferrovie dello Stato.

## Dampflokverbot in der Bundesrepublik Deutschland
Die Deutsche Bundesbahn beendete am 26. Oktober 1977 mit Stilllegung der schweren Güterzugmaschinen der Baureihen 042 und 043 die Ära der Dampflokomotiven im normalen Verkehr. Um dieses von der Öffentlichkeit und den Massenmedien verfolgte Ereignis als endgültig zu kennzeichnen, erließ die technische Aufsicht der Bundesbahn unter Federführung des Ministerialdirigenten Horst Binnewies von der Bundesbahn-Hauptverwaltung in Frankfurt am Main wenige Tage später das sogenannte „Dampflokverbot“. Von nun an durften, um die DB als fortschrittliches Unternehmen zu präsentieren, auf dem gesamten bundeseigenen Netz auf Streckengleisen keine Dampfloks mehr verkehren, auch nicht bei Nostalgiefahrten. Begründet wurde das mit fehlenden Möglichkeiten zum Wassernehmen von Dampflokomotiven und Infrastruktur zur Unterhaltung wie Drehscheiben, vor allem aber mit fehlenden Brandschutzstreifen, selbst im Winter. Allerdings gab es von dem Verbot einige Ausnahmen. So durften Unternehmen mit Anschlussbahn, die noch Dampflokomotiven in Betrieb hatten, noch bis zum nächsten Bahnhof fahren und dort Güterwagen zustellen bzw. abholen. Auch waren noch Heizlokomotiven in Bahnhöfen im Einsatz.
Private Bahnbetreiber mit eigenen Strecken nahmen als Attraktion erst danach den Dampfbetrieb wieder auf, beispielsweise eröffnete die Gesellschaft zur Erhaltung von Schienenfahrzeugen (GES) zu Ostern 1978 den Betrieb zwischen Korntal und Weissach im Stuttgarter Raum auf der Strohgäubahn. Dadurch konnten viele Eisenbahnvereinigungen „unterschlupfen“, die betriebsfähige Dampflokomotiven hatten, aber keine eigene Strecke. Ähnliches galt für die Historische Eisenbahn Frankfurt, die mit Unterstützung der Frankfurt-Königsteiner Eisenbahn 1981 erstmals das Bahnhofsfest Königstein mit Dampfbetrieb veranstaltete.
Das im Laufe der Jahre immer stärker kritisierte Verbot wurde erst im Zusammenhang mit dem 150-jährigen Jubiläum der deutschen Eisenbahn 1985 sukzessive aufgehoben. Hierbei gab es ein mehrwöchiges Programm der Deutschen Bundesbahn auf den Strecken Nürnberg – Bayreuth und Nürnberg – Amberg mit von Dampflokomotiven bespannten Sonderzügen. Dafür wurden die Lokomotiven 01 1100, 23 105, 50 622, 86 457 und der Nachbau des Adlers betriebsfähig aufgearbeitet. Erste Werkstatt- und Probefahrten fanden bereits 1984 statt.
Die DB InfraGO hat für dampflokgetriebene Züge in unterirdische Personenverkehrsanlagen Einfahrtverbote und in mit Rauchmeldern ausgerüsteten Bahnhofshallen Einschränkungen erlassen.

## Dampflokverbot in der Schweiz
Ein generelles Dampflokverbot gab und gibt es bei den Schweizerischen Bundesbahnen (SBB) nicht, solche Verbote waren immer mit lokalen Gegebenheiten begründet (Tunnel, Brandgefahr). Ähnliches gilt auch für die übrigen Bahnen. So sind in den Ausführungsbestimmungen AB FDV Kapitel 16.1 einige SBB-Strecken aufgeführt, auf denen ein solches generelles Verbot gilt. Es handelt sich hierbei um Strecken mit hohem Tunnelanteil und/oder Tunnelbahnhöfen, wobei in der Regel alternative Fahrwege vorhanden sind.
Auf denselben Strecken ist in der Regel auch der Verkehr mit Dieselfahrzeugen nur in Notfällen zulässig; auf diesen Strecken herrscht oft ein allgemeines Verbot von thermisch betriebenen Fahrzeugen, worunter eben auch Dampflokomotiven fallen.
Generell gilt auf dem SBB-Netz, dass alle Züge, die mit Dampflokomotiven geführt werden, wo möglich über eine Parallelstrecke verkehren müssen, die keine oder nur kurze Tunnel aufweist. Das führt dazu, dass für die jeweils andere Strecke de facto ein Dampflokverbot besteht. Auf Strecken ohne alternativen Fahrweg darf bei langen Tunneln (Simplontunnel, Gotthardtunnel) nur mit elektrischer Traktionsunterstützung gefahren werden; die Dampflokomotive befördert in diesen Situationen nur ihr Eigengewicht und darf keine Anhängelast befördern.

## In anderen Ländern
Oftmals gab es während der Dampflokzeit – gerade in städtischen Gebieten – Verbote für Dampfloks, die teilweise auch auf Dieselloks ausgedehnt wurden und heute noch gelten.